# 長身棘花鱸
長身棘花鱸，為輻鰭魚綱鱸形目鱸亞目鮨科的其中一種，分布於西太平洋台灣西南部海域，棲息深度可達243公尺，體長可達5.4公分，為底棲性魚類，屬肉食性，生活習性不明。